# Patearoa
Patearoa est une petite localité située à l’intérieur de la région d’Otago, dans l’Île du Sud de la Nouvelle-Zélande.

## Situation
C’est un village localisé à 20 kilomètres au sud-ouest de la ville de Ranfurly, dans le secteur du plateau de Maniototo (en) (la partie supérieure de la vallée du fleuve  Taieri) et qui était connu initialement sous le nom de ‘Sowburn’. 

## Histoire
Andrew Buchanan (en) fut un des premiers propriétaires terriens au niveau du secteur de Patearoa.